# Cordillera costera de Oregón
La cordillera costera de Oregón o cordillera de la costa de Oregón, también llamada sencillamente cordillera de la Costa y cordillera de la costa del Pacífico, es una cadena montañosa, en la región fisiográfica de la cadena costera del Pacífico, en el estado estadounidense de Oregón a lo largo del océano Pacífico. Se extiende de norte a sur a lo largo de 200 millas (321,9 km) desde el río Columbia en el norte en la frontera de Oregón y Washington, al sur hasta la bifurcación media del río Coquille. Tiene 30 a 60 millas (48,3 a 96,6 km) de ancho y un promedio de alrededor de 1500 pies (457,2 m) en elevación sobre el nivel del mar. La cordillera tiene tres secciones principales, una norte, central y sur.
Las partes más antiguas de la cordillera tienen más de 60 millones de años, con volcanes y una cuenca de antearco como los principales procesos de formación de montañas responsables de la cordillera. Es parte de la agrupación más grande conocida como la Cadena Costera del Pacífico que se extiende sobre gran parte del borde occidental de América del Norte desde California hasta Alaska. La cordillera crea un efecto de sombra orográfica para el valle de Willamette que se encuentra al este de las montañas, creando un clima más estable y significativamente menos lluvia que la región costera del estado. Hacia el oeste, donde la cordillera eclipsa la costa de Oregón, la cordillera hace que caigan más precipitaciones en ese lado de las montañas, lo que contribuye a los numerosos ríos que desembocan en el océano Pacífico.
Marys Peak es el pico más alto de la cordillera, con 4,097 pies (1,248 metro). La silvicultura es una industria importante en la cordillera, tanto en bosques privados como gubernamentales. Tanto el gobierno estatal como el federal administran los bosques en la cordillera costera de Oregón. Las montañas albergan una gran variedad de vida silvestre, incluidos osos negros, alces, ciervos, castores, muchas especies de aves y murciélagos, entre otros. Los peces, incluidos el salmón y la trucha, y otras formas de vida acuática habitan en los arroyos y ríos que fluyen a través de la cordillera.

## Geología
La actividad volcánica hace aproximadamente 66 millones de años en el Período Cretácico creó islas en alta mar que comienzan en la parte sur de la cordillera actual. Estas rocas volcánicas de Roseburg fueron seguidas por las rocas volcánicas del río Siletz en la parte norte de la cordillera y, por último, una serie de flujos de basalto de los basaltos del río Columbia también se sumaron a estas formaciones con algunos flujos más pequeños en el medio. Gran parte de las formaciones son el resultado de formaciones almohadilladas de basalto creadas cuando un flujo de basalto caliente se enfrió rápidamente al encontrarse con el agua salada del océano. Estos depósitos en alta mar luego fueron empujados hacia la placa continental como una cuenca de antearco que giraba lentamente durante millones de años. Esta colisión tectónica forzó las formaciones de basalto (y las formaciones rocosas sedimentarias más nuevas que incluyen depósitos de terrazas marinas) hacia arriba y creó la cordillera costera. 

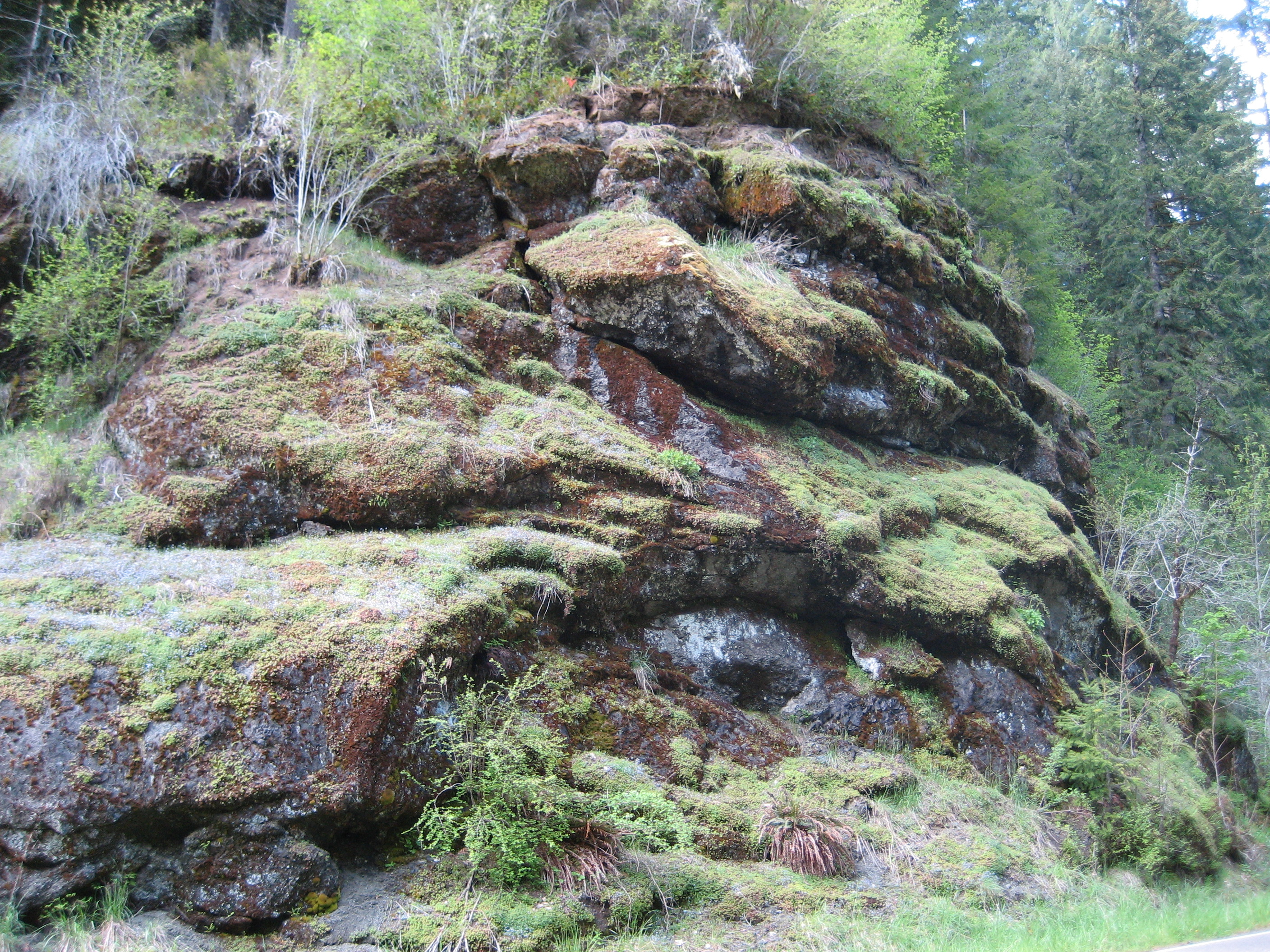
Lava almohadillada expuesta en la sección norte de la cordillera

Los flujos de basalto adicionales se originaron en el este de Oregón y se agregaron a las capas que se levantaron, ya que la más joven cordillera de las Cascadas aún no se había formado. Hacia el período del Oligoceno Temprano, hace c. 30 millones de años, la costa actual ya estaba en su lugar y la erosión seguía dando forma a la cordillera, principalmente a través de ríos cortando valles profundos a través de las rocas ígneas y sedimentarias.
Los límites geológicos de la formación de la cordillera de la costa se extienden desde el suroeste del estado de Washington en el norte hasta alrededor del río Coquille en el sur, donde comienzan las montañas Klamath, más antiguas y más altas. En el este, las montañas comienzan como estribaciones que forman el borde occidental del valle de Willamette y continúan hacia el oeste hasta la costa y más allá, donde la formación de basalto se estrecha hacia la plataforma continental y termina en el talud continental con varios bancos y cuencas frente a la costa.
Fisiográficamente, son una sección de la más grande provincia de la Frontera del Pacífico, que a su vez son parte de la división fisiográfica mayor del Sistema Montañoso del Pacífico.

## Clima

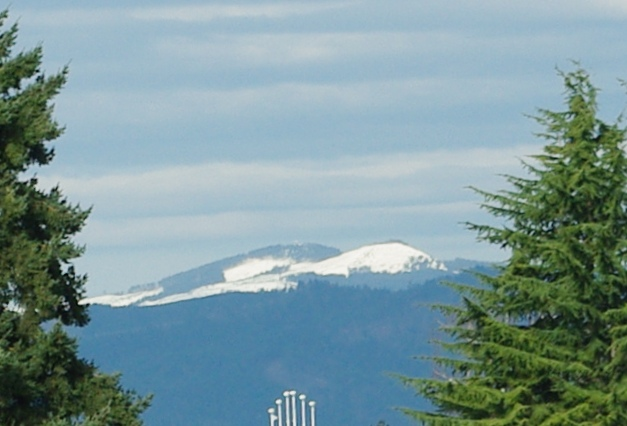
Nieve en la montaña South Saddle.

Prevalece un clima oceánico templado en toda la cordillera, con temperaturas y precipitaciones que varían según la elevación y la distancia de la costa. Las características del clima incluyen veranos frescos y secos seguidos de inviernos templados y húmedos. La mayor parte de la precipitación se acumula en forma de lluvia, con nieve durante los meses de invierno en las elevaciones más altas, pero sin una capa de nieve permanente. La precipitación anual difiere de 60 pulgadas (1524,0 mm) en algunas partes hasta 120 pulgadas (3048,0 mm), con las cantidades más altas en las elevaciones más altas. La temperatura media alta en enero es de 36,3 grados Fahrenheit (2,4 °C), y el máximo promedio en julio es 61,9 grados Fahrenheit (16,6 °C) con temperaturas que también varían según la altitud. Las porciones más al interior y al sur tienen un clima más mediterráneo que es más similar al clima del valle de Willamette. Coast Range crea un efecto de sombra orográfica al obligar a las nubes cargadas de humedad a elevarse al expulsar la humedad. Esto protege el valle de Willamette y provoca un clima menos marítimo con veranos más cálidos y menos precipitaciones que la costa de Oregón.

## Secciones

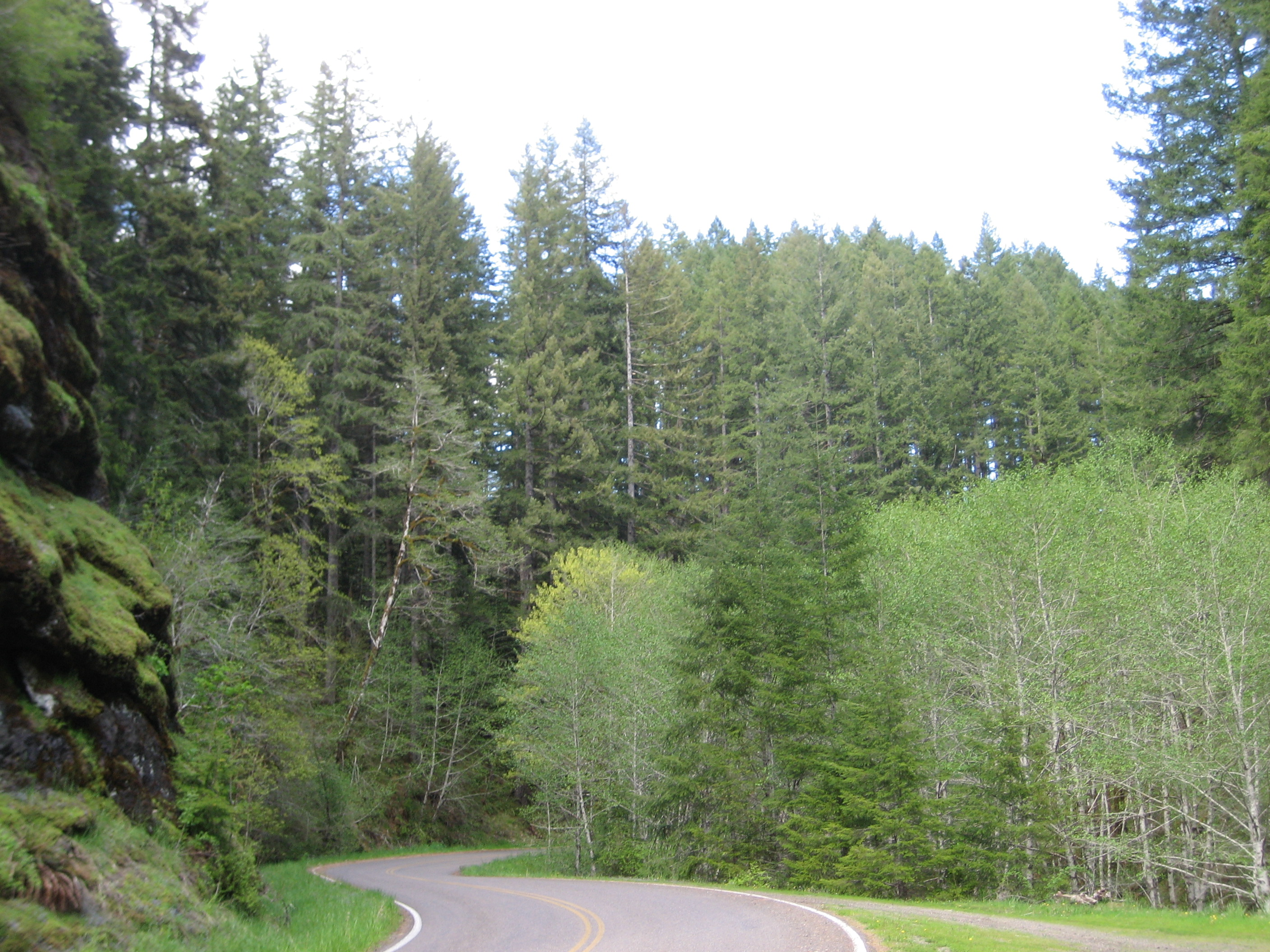
Camino a través de la sección norte que muestra la mezcla de árboles de hoja caduca y coníferas

La cordillera costera de Oregón se divide en tres secciones separadas: Norte, Centro y Sur. En el sur se encuentra la porción más antigua de la cordillera con una formación que comenzó en la era del Paleoceno con los volcanes de Roseburg, mientras que la sección más nueva es la porción más al norte formada primero con los volcanes del río Siletz. Las secciones central y norte contienen más rocas sedimentarias del lodo, limo, arena y otros desechos volcánicos que la sección sur inferior. Además, la Cordillera de la Costa de Oregón es el hogar de más de 50 especies de mamíferos, más de 100 especies de aves, y cerca de 30 especies de reptiles o anfibios que pasaron una parte importante de su ciclo de vida en las montañas.

### Norte
Ubicada en la parte noroeste de Oregón, esta sección de la cordillera tiene picos de hasta 3706 pies (1129,6 m) para Rogers Peak. Los bosques aquí se consideran algunas de los terrenos madereros más productivos del mundo. Los árboles incluyen principalmente abeto de Sitka, cedro rojo occidental, abeto de Douglas y tsuga occidental. Otras plantas incluyen el arándano, el salmón, el salal, el arce de la vid, la uva de Oregón, el helecho y el dedal, entre otros. El límite norte es el río Columbia, con algunas características montañosas en el lado norte del río, y continúa hacia el sur por aproximadamente 100 millas (160,9 km) hasta el río Salmon, donde la ruta 18 de Oregón cruza la cordillera desde el valle de Willamette hasta la costa de Oregón con un ancho de aproximadamente 35 millas (60 km).

### Central

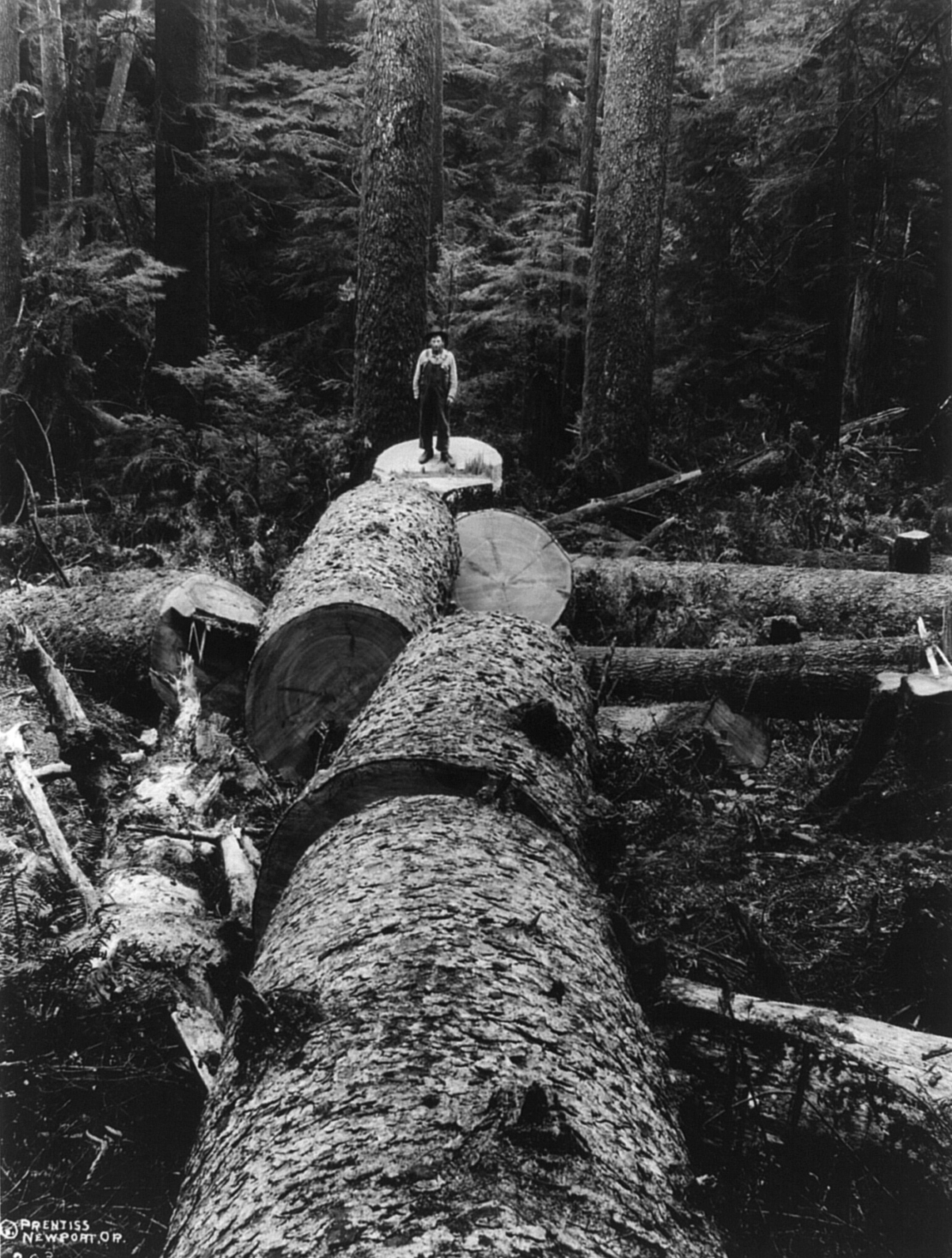
Un abeto de Sitka talado cerca de Newport en 1918

Ubicada entre el río Salmon y el río Umpqua al norte y al sur, la cordillera central limita con el valle de Willamette al este y el océano Pacífico al oeste. Esta larga cadena montañosa de aproximadamente 90 millas (144,8 km) contiene montañas de hasta 4.097 pies (1,248 m) siendo Marys Peak su máxima prominencia. Partes de la cordillera se encuentran dentro del Bosque Nacional Siuslaw junto con tres áreas silvestres designadas: Drift Creek Wilderness, Cummins Creek Wilderness y Rock Creek Wilderness. Los animales más grandes que viven en esta sección incluyen ciervos, alces, gatos monteses y osos. La fauna característica incluye al oso negro, el venado mula, el ciervo de cola negra, el castor de montaña, los castores, el coyote, el visón, nutria de río, el león de montaña, los puercoespines, los zorrillos y el conejo de matorral. 

### Sur
La sección más meridional de la cordillera costera se encuentra en la parte suroeste de Oregón, entre la bifurcación media del río Coquille en el sur y el río Umpqua en el norte. La ruta 38 de Oregón es la división general entre las partes central y sur de la cordillera costera. Con aproximadamente 55 millas (90 km) de longitud, la sección contiene montañas de hasta 3547 pies (1081,1 m) siendo la máxima prominencia la montaña Bone. En el sur, la bifurcación media del río Coquille proporciona la línea divisoria general entre la cordillera central y las montañas Klamath al sur y al este.
Las aves que viven en la sección Sur de la cordillera costera de Oregón incluyen una variedad de especies de aves, incluyendo especies como halcones peregrinos, picamaderos norteamericanos, papamoscas oliváceo y azulejos, entre otros. El búho manchado del norte también habita en los bosques de montaña. La vida animal en los ríos, arroyos y lagos incluye lampreas, trucha, leucisco, cacho Umpqua, ranas, salamandras, tortugas, salmón coho, trucha arcoíris y otros.

## Cimas

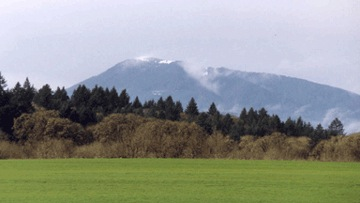
Marys Peak

Los cinco picos más altos de la Cordillera de la Costa de Oregón son:
- Marys Peak, 4101 pies (1250 m)
- Rogers Peak, 3706 pies (1130 m)
- Montaña Grass, 3615 pies (1102 m)
- Montaña Laurel, 3592 pies (1095 m)
- Montaña Bone, 3547 pies (1081 m)

## Ríos

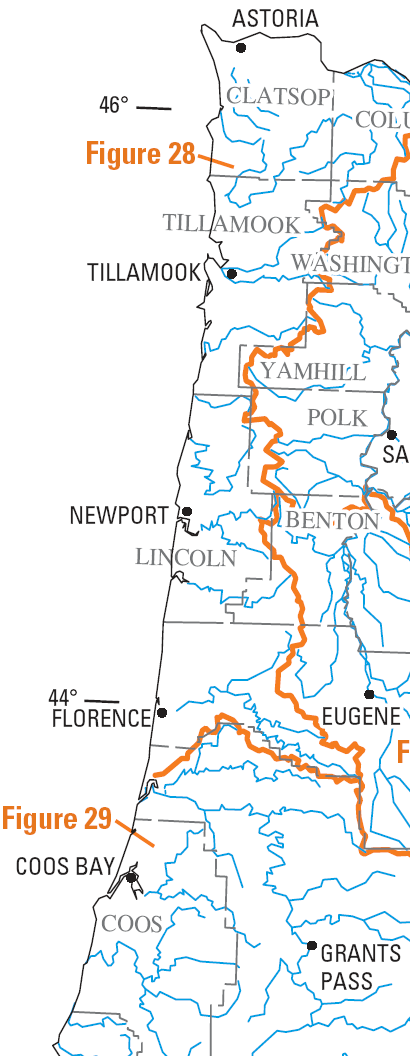
Mapa de la región con los principales ríos en azul; la línea naranja muestra la divisoria entre cuencas hidrográficas

Los siguientes ríos tienen sus cabeceras en la Cordillera de la Costa de Oregón:

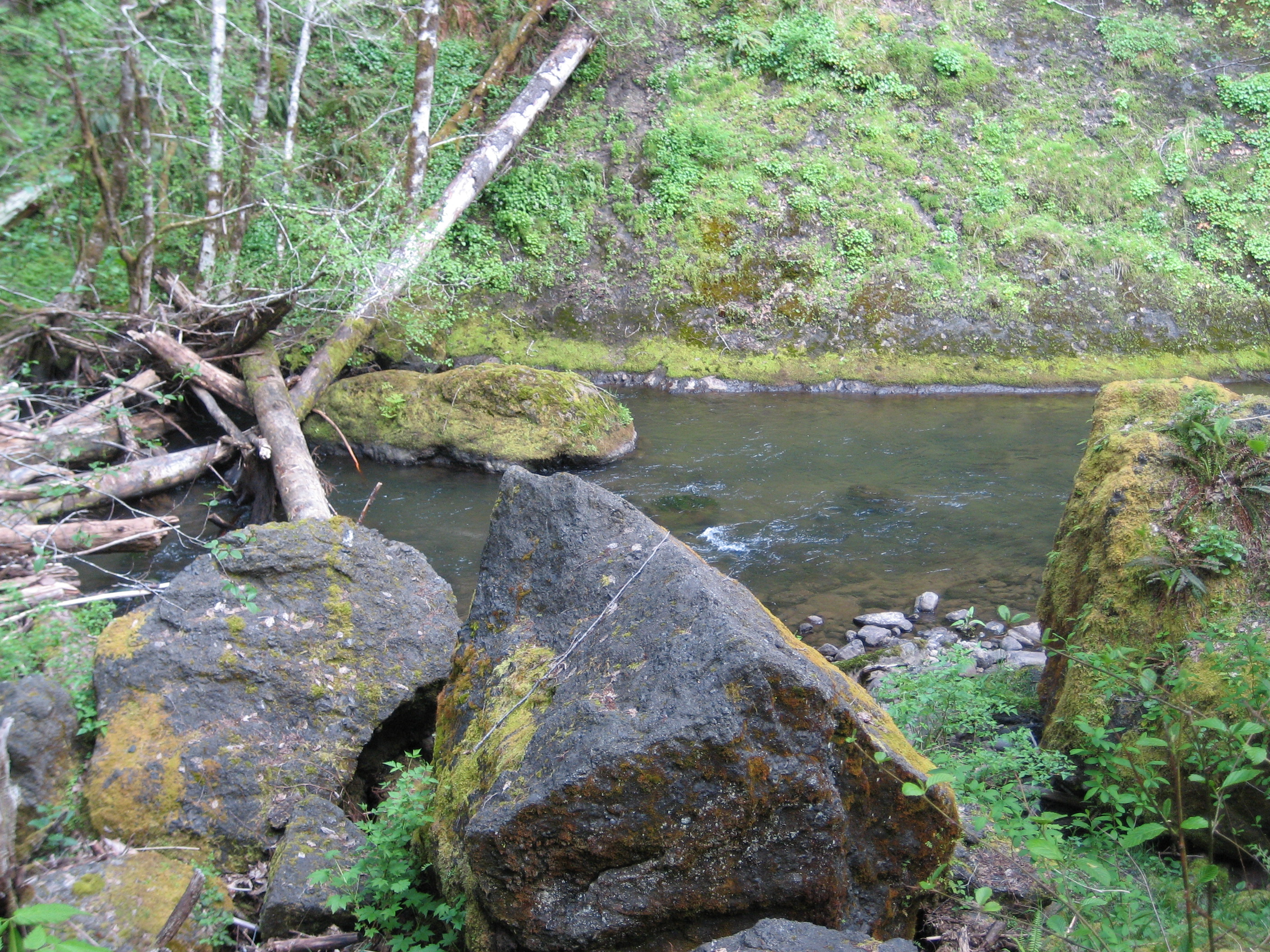
Río Nestucca en la sección norte de la cordillera

- Drenajes al océano Pacífico :

| - - Río Alsea - Río Coos - Río Coquille - Río D - Río Kilchis | - - Río Little Nestucca - Río Miami - Río Necanicum - Río Nehalem - Río Nestucca | - - Río Salmonberry - Río Salmón - Río Siletz - Río Siltcoos - Río Siuslaw | - - Río Smith - Río Tillamook - Río Trask - Río Umpqua | - - Río Wilson - Río Yachats - Río Yaquina |

- Drenajes al río Columbia :
  - Río Clatskanie
  - Río John Day
  - Río Klaskanine
  - Río Lewis y Clark
  - Río Skipanon
  - Río Wallooskee
  - Río Youngs
- Desagües al río Willamette :
  - Río Coast Fork Willamette
  - Río Long Tom
  - Río Luckiamute
  - Río Marys
  - Río Tualatin
  - Río Yamhill